# Dragon Lord
Pour plus de détails, voir Fiche technique et Distribution.
Dragon Lord (龍少爺, Long xiao ye) est un film hongkongais réalisé par Jackie Chan, sorti en 1982.

## Synopsis
Dragon et Cow Boy mènent une vie oisive, se défient au sport dans des jeux de rugby et de jeu de volant et se disputent les faveurs d'une fille. Les choses se compliquent le jour où ils croisent accidentellement la route de deux contrebandiers. Poursuivis par les trafiquants, les deux jeunes garçons n'auront pas d'autres choix que de leur faire face...

## Fiche technique
- Titre : Dragon Lord
- Titre original : 龍少爺 (Long xiao ye)
- Réalisation : Jackie Chan
- Scénario : Jackie Chan, Edward Tang et Barry Wong
- Production : Leonard Ho
  - Producteur délégué : Raymond Chow
- Sociétés de production : Authority Films, Golden Harvest, Lo Wei Motion Picture Company
- Musique : Frankie Chan
- Photographie : Chung-Yuen Chan et Chin-Kui Chen
- Montage : Peter Cheung
- Chorégraphe des arts martiaux : Corey Yuen et Jackie Chan
- Pays :  Hong Kong
- Genre : Action et comédie
- Durée : 86 minutes
- Format : Couleurs - 2.35:1 - son mono - 35 mm
- Budget :
- Dates de sortie : 
  - Hong Kong : 21 janvier 1982
  - France : 1987 (en VHS)

## Distribution
- Paul Chang : Le père de Cowboy
- Jackie Chan (VF : Jacques Bernard (acteur)) : Dragon
- Wai-Man Chan : Tiger
- Kang-Yeh Cheng : Ah Dee
- Tai Do : Ah Dum
- Fung Feng : The Referee
- Hark-On Fung : The Killer King
- Kam-Kwong Ho : Le commentateur
- Yeong-mun Kwon : Le tueur à gages
- Mars : Cowboy
- Yuen-Yee Ny : L'entremetteur
- Tsim Po Sham
- Lei Suet : Alice
- Feng Tien : Le père de Dragon
- Ing-Sik Whang : Le Big Boss

## Distinction

### Nomination
- 1983 : nomination aux Hong Kong Film Awards dans la catégorie meilleure chorégraphie d'action pour Jackie Chan, Hark-On Fung et Yuen Kuni.